# De argonauten
De argonauten (Originele titel: The Argonauts) is een boek uit 2015, geschreven door de Amerikaanse dichter en criticus Maggie Nelson, en vermengt filosofie met autobiografie. De onderwerpen lopen uiteen van haar liefdesrelatie met transgenderkunstenaar Harry Dodge, haar zwangerschap, de dood van een ouder, transgender belichaming, de academische wereld, familierelaties en de grenzen van taal. Daarnaast onderzoekt en bekritiseert Nelson ideeën van een aantal filosofen zoals Gilles Deleuze, Judith Butler en Eve Kosofsky Sedgwick. De titel verwijst naar het idee van Roland Barthes dat als je van iemand houdt, die situatie vergelijkbaar is met een Argonaut die voortdurend onderdelen van zijn schip vervangt zonder dat het schip van naam verandert. Het boek heeft in 2015 de National Book Critics Circle Award gewonnen.
Het boek is naar het Nederlands vertaald door Nicolette Hoekmeijer.